# Osmorhiza
Osmorhiza Raf., 1819 è un genere di piante appartenenti alla famiglia Apiaceae.

## Tassonomia
Il genere comprende le seguenti specie:
- Osmorhiza aristata (Thunb.) Rydb.
- Osmorhiza berteroi DC.
- Osmorhiza bipatriata Constance & R.H.Shan
- Osmorhiza brachypoda Torr. ex Durand
- Osmorhiza claytonii (Michx.) C.B.Clarke
- Osmorhiza depauperata Phil.
- Osmorhiza geohintonii B.L.Turner
- Osmorhiza glabrata Phil.
- Osmorhiza longistylis (Torr.) DC.
- Osmorhiza messicana Griseb.
- Osmorhiza occidentalis (Nutt.) Torr.
- Osmorhiza purpurea (J.M.Coult. & Rose) Suksd.